# Тремсбюттель
Тремсбюттель (нім. Tremsbüttel) — громада в Німеччині, розташована в землі Шлезвіг-Гольштейн. Входить до складу району Штормарн. Складова частина об'єднання громад Баргтегайде-Ланд.
Площа — 10,33 км2. Населення становить 1934 ос. (станом на 31 грудня 2020).

## Галерея

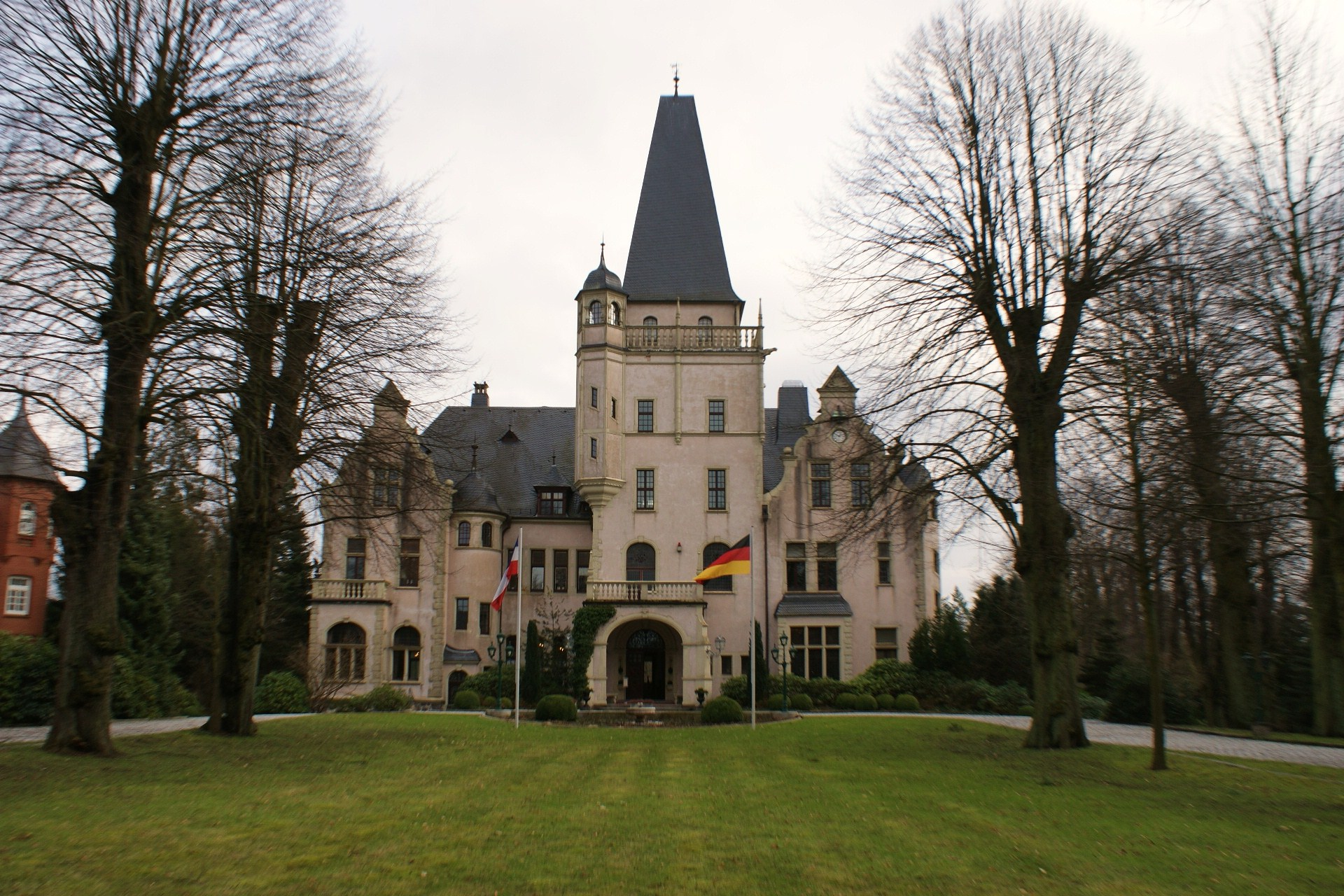